# 뱀버섯

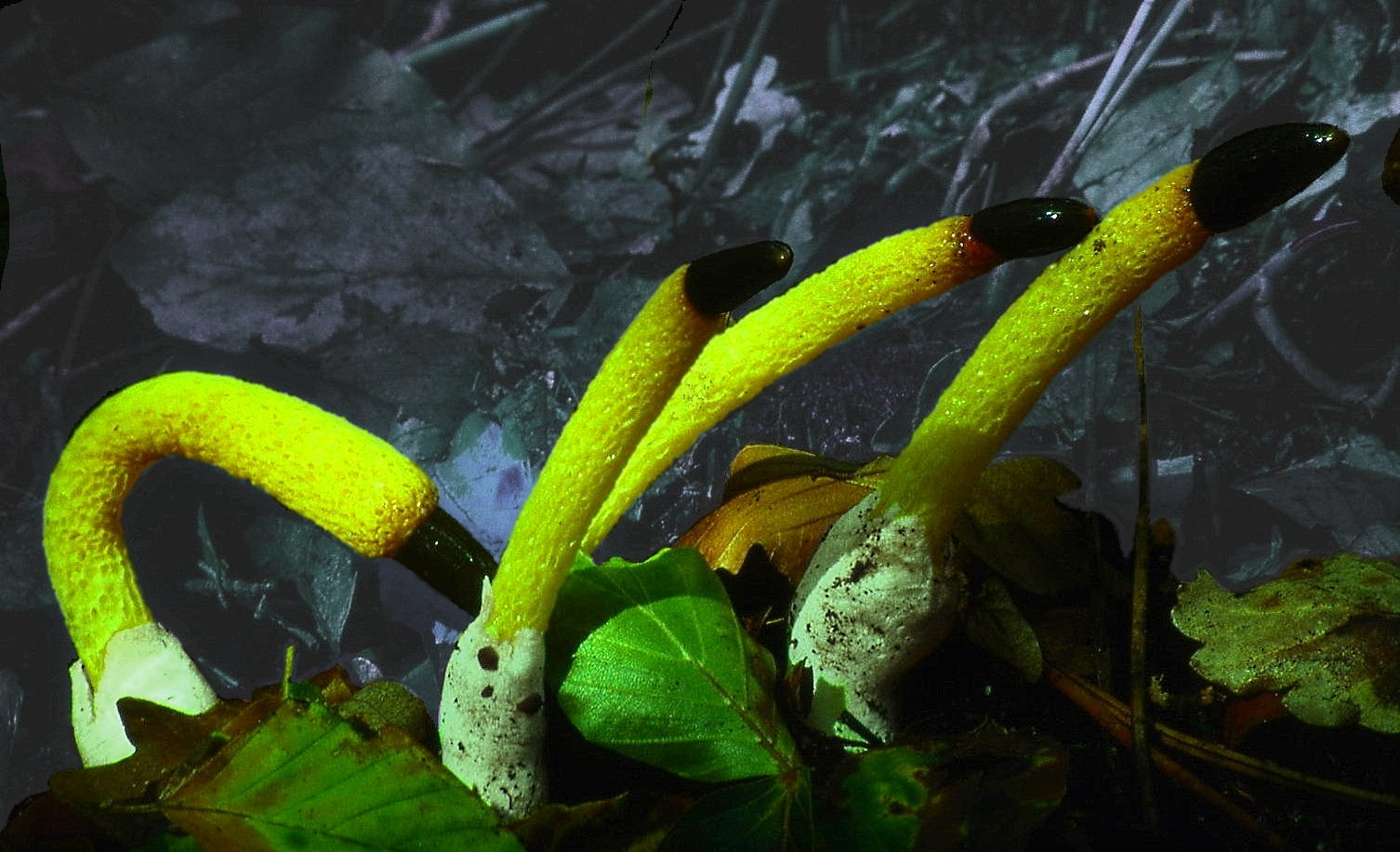

뱀버섯(Mutinus caninus, dog stinkhorn)은 말뚝버섯과에 속하는 버섯이다. 원통 모양으로 길게 생긴 버섯으로 동아시아와 유럽 등지에 분포한다. 가을에 숲속·길가·정원 등의 땅 위에 발생한다. 버섯알은 긴 알 모양으로 길이가 25-35cm이고 껍질은 매끄러우며 백색이고 밑에 균사다발이 붙어 있다. 자루는 원뿔형으로 백색이고, 길이 6-9cm이며 속이 비어 있다.